# مربوري (تشيشير)
مربوري (بالإنجليزية: Marbury, Cheshire)‏ هي قرية و أبرشية مدنية تقع في المملكة المتحدة في إنجلترا.  يقدر عدد سكانها بـ 244 نسمة .